# شلل الوجه المركزي
شلل الوجه المركزي هو عرضٌ أو حالةٌ مرضيةٌ تتميز بشلل كامل أو جزئي في النصف السفلي من جانب واحد من الوجه فقط. تنتج هذه الحالة عادة عن أذية الخلايا العصبية الحركية الموجودة في العصب الوجهي (العصب القحفي السابع).
تحتوي النواة الحركية في العصب الوجهي على أقسام ظهرية وبطنية، تحتوي على الخلايا العصبية الحركية السفلية التي تغذي عضلات الوجه العلوي والسفلي. يتلقى القسم الظهري فروعًا ثنائية من الخلايا العصبية الحركية العلوية (أي من كلا جانبي الدماغ) بينما يتلقى القسم البطني فروعًا مقابلة فقط (أي من الجانب المقابل من الدماغ)، ولذلك يتميز شلل الوجه المركزي بشلل نصفي للعضلات المقابلة المسؤولة عن تعبيرات الوجه ولكن ليس عضلات الجبهة لأن أليافها العصبية تبقى سليمة في هذه الحالة.

## العلامات والأعراض
شلل الوجه المركزي هو شلل في النصف السفلي من جانب واحد من الوجه فقط، وغالبًا ما تحدث هذه الحالة بسبب السكتة الدماغية التي تؤدي لأذية الخلايا العصبية الحركية العليا الموجودة في العصب الوجهي. تحتوي النواة الحركية للعصب الوجهي على مناطق بطنية وظهرية تحتوي بدورها على خلايا عصبية حركية سفلية تعصب عضلات الوجه العلوية والسفلية. عندما يحدث شلل الوجه المركزي بسبب آفات أو أذيات في المسالك العصبية في القشرة الدماغية، تقلل النواة الحركية للعصب الوجهي التنبيهات العصبية في الانقسام البطني، في حين أن التنبيهات تبقى طبيعية في المنطقة الظهرية.
يتميز شلل الوجه المركزي إما بشلل نصفي كامل للوجه أو شلل نصفي للعضلات الجانبية المقابلة المسؤولة عن تعبيرات الوجه. تبقى عضلات الجبهة سليمة، ورغم أن معظم المرضى يفقدون السيطرة الإرادية على حركات عضلات الوجه، لكن عضلات الوجه المسؤولة عن التعبير العاطفي العفوي تبقى سليمة عادة. يحدث شلل الوجه المركزي عند المرضى الذي يعانون من شلل نصفي (فالج شقي)، ولا يعاني هؤلاء المرضى من خلل في تعبيرات الوجه فحسب، بل يعانون أيضًا من صعوبات في التواصل، وخلل في وظائف الفم والبلعوم الأخرى مثل المص والبلع والكلام عادة.
غالبًا ما تشبه علامات شلل الوجه المركزي علامات السكتة الدماغية، لكنها لا تؤثر على حركات منطقة العين الأمامية والحركات الدائرية العلوية. يمكن أن تبقى حركة الوجه سليمة في الجانب المصاب عندما يُعبر الشخص عن المشاعر، وقد أظهرت الاستقصاءات وجود أذية في المسار الحركي للجهاز العصبي المركزي من القشرة الدماغية إلى نواة الوجه في منطقة الجسر، ما يؤدي إلى ضعف في عضلات مختلفة في الوجه حسب نوع الشلل.

## التشخيص
يعتمد التشخيص عادة على الدراسات الفيزيولوجية الكهربائية ودراسة الخلايا العصبية، لكن هذه الاستقصاءات قد لا تفيد في تقديم تشخيص دقيق عند مرضى شلل الوجه المركزي، وفي كثير من الأحيان يستخدم التحفيز المغناطيسي عبر الجمجمة لفهم الفعالية القشرية النووية الثنائية للخلايا العصبية الحركية السفلية للوجه، ونادرًا ما تختبر هذه الفكرة باستخدام طريقة التعصيب الثنائي للخلايا العصبية الحركية العلوية للوجه من على البشر نظرًا لتوزيع الألياف العصبية الواردة في العصب مثلث التوائم على الرأس والوجه، بل ويمكن أن تسبب ضررًا أحيانًا. يصعب فحص التعصيب الحركي فوق النووي لعضلات الوجه لأن الدارات العصبية معقدة للغاية هناك. يُستخدم مخطط كهربائية عضلات الوجه لمراقبة عضلات الوجه العلوية، ومع ذلك قد يصعب الوصول للنتائج باستخدام التحفيز المغناطيسي، والذي يعمل غالبًا عن طريق فحص القشرة الحركية للمخ، ويتنبأ بإمكانية حدوث السكتة الدماغية الحركية.